# Бригада Армии Людовой «Сыновья Земли Мазовецкой»
Бригада Армии Людовой «Сыновья Земли Мазовецкой» (пол. Brygada AL „Synowie Ziemi Mazowieckiej”) — это польское партизанское соединение Армии Людовой, которое действовало с 22 июля 1944 на оккупированной нацистской Германией в пшаснышском, цеханувском, млавском, пултуском, плоньском, рыпинском  и серпецком районах.

## История
Бригада была основана 22 июля 1944 года. В ходе своей небольшой истории бригада участвовала во многих сражениях. Так, 2 августа 1944, 1 и 2 батальоны бригады под командованием капитана Вишневского и поручика Рыпиньского, участвовали в боях против двух моторизированных батальонов войск СС в районе села Окалевко, выходив из окружения.
6 августа 1944, 5-й «Наревский» батальон под командованием подпоручиков Болеслава Степневского «Болека» (пол.  Bolesława Stępniewskiego «Bolka») и Леонарда Пухте «Сужка» (пол. Leonarda Puchtę «Suszkę») атаковал взвод немецких сапёров, в ходе боя партизаны уничтожили троих немцев и ранили нескольких, при этом потеряли лишь одного человека.
15 августа 1944 возле Рогова, около 30 солдат из 2-го батальона во главе с подпоручиком Евгением Копке «Ящерица» (пол. Eugeniusza Kopkę «Jaszczura») устроили налёт на жандармерию.
17 августа 1944 1-й и 2-й батальон (в общей численности около 50 человек), действующих в млавском районе провели пять вооружённых акций, в которых была ликвидирована жандармерия (в частности были убиты 13 полицаев), и конфисковано оружие, при этом уничтожив линию защиты немцев в ражимовицком районе (приблизительно уничтожив и ранив 14 гитлеровцев, в том числе и старосту района).
20 августа 1944 силы 1-го и 2-го батальона провели боевое столкновение с двумя батальонами войск СС, при поддержки — полицаев, власовцев, а также лёгкой артиллерии, танков и авиации. В ходе боя польские партизаны уничтожили 15 и ранили около 20 гитлеровцев, при этом «аловцы» потеряли 7 человек убитыми (в том числе капитана Вишневского, поручика Гуминьского и подпоручика Копке) и 5 ранеными.
В период с августа по октября 1944 в области лесов около Еднорожца и Парчяки (Пшаснышский район), бойцы 3-го батальона совместно с советскими партизанами совершили 25 боевых вылазок в тыл врага:
- Во время одной из вылазок, нанесли удар по главному штабу румынского полка Вермахта, убив майора и 6 солдат, при этом ранив ещё 7 гитлеровцев.

- В районе лесничества Парчяки, «аловцы» и советские партизаны напали на взвод немецких сапёров, убив и ранив восемь из них, в том числе и полковника. Кроме того им удалось обезоружить ещё 25 гитлеровцев.

- Позднее в совместной акции будет уничтожена секция в Хожеле-Вельбаркской железнодорожной ветке, благодаря которой сойдёт поезд перевозивший военно-транспортное оружие, боеприпасы и военная техника.

26 октября 1944 был проведён очередной рейд на позиции жандармерии и власовцев в районе лесничества Парчяки. В ходе рейда были уничтожены 11 гитлеровцев (в том числе 4 офицера) и ранено около 20.
В конце октября, часть 1-го батальона под командованием поручика Рыпиньского, совместно с советскими войсками атакует штурмовой батальон СС. После двух с половиной часов боя дивизия отступает с потерями, в 7 убитых и 3 раненых. В то время как «аловцы» потеряли лишь, 6 убитыми и 4 ранеными.
Боевые вылазки бригада продолжала вплоть до января 1945, они представляли собой в виде нападений на военную технику, подразделения и военную полицию. Последней боевой акцией можно считать нападение в Полесье (Рыпинский район) на штаб Вермахта. При поддержке советской артиллерии, бойцы подпоручика Владимира Жемецкого «Железного» (пол. Włodzimierza Ziemieckiego «Żelaznego») также атаковали позиции артиллерии Вермахта. В ходе нападения, Вермахт понёс потери в 35 человек, ранеными и убитыми, в то время как партизаны ушли без потерь. К тому же захватив две пушки, боеприпасы и лагеря.
После января 1945, большая уцелевшая часть бригады вошла в состав МО.

## Управление

### Командование бригады
- Командир бригады — майор Владислав Мархол «Мазур» (пол. Władysław Marchoł «Mazur»)
- Начальник штаба — капитан Эдвард Бобиньский «Роман» (пол. Edward Bobiński  «Roman»)
- Заместитель командующего войсками операций — капитан Люциан Марковский «Танк» (пол. Lucjan Markowski  «Czołg»)
- Заместитель командующего по политическим вопросам — капитан Ян Пташиньский «Вярус» (пол. Jan Ptasiński  «Wiarus»)
- Офицер специальных задач  — Ян Рыпиньский «Малый» (пол.  Jan Rypiński «Mały»)

### Командование отделов
Командование ведомств бригады состоял из отделов:
- Командир операционного отдела  —  капитан Чеслав Вишьневский «Вихер» (пол. Czesław Wiśniewski «Wicher»).
- Командир информационного отдела  — капитан Владислав Токарский «Ворон» (пол. Władysław Tokarski «Kruk»).
- Командир отдела пропаганды и мобилизации — капитан Мечыслав Бодальский «Метек» (пол. Mieczysław Bodalski «Mietek»).
- Командир отдела поставок оружия и продовольствия — капитан Евгений Суравьёв «Старык» (пол. Eugeni Surawiow «Staryk»), советский офицер.

### Командный состав батальонов бригады
- Командир 1-го батальона «Земли Плоцкой»  —  поручик Владислав Рыпиньский «Михал» (пол. Władysław Rypiński  «Michał»).
- Командир 2-го батальона «Земли Рупиньской»  — поручик  Юзеф Гуминьский «Дуб» (пол. Józef Gumiński «Dąb»).
- Командир 3-го «Мышинецкого» батальона  —  поручик Игнаций Щедлих «Чёрный» (пол. Ignacy Siedlich «Czarny»).
- Командир 4-го «Надвищьляньского» батальона  —  поручик Франчишек Пинтара «Самко» (пол.  Franciszek Pintara «Samko»).
- Командир 5-го «Наревского» батальона — поручик  Шчепан Ковальчик «Малик» (пол.  Szczepan Kowalczyk «Malik»).
- Штаб-квартира компании  —  поручик Франчишек Блох «Богдан»  (пол.  Franciszek Bloch «Bogdan»).

## Численность бригады
По разным подсчётам в гарнизонах бригады регулировалось около 3 500 солдат, которые были не мобилизованные из-за отсутствия оружия.
Итак, в августе 1944 фигурировалось около 300 солдат, в октябре около 240, а в декабре всего 250 солдат.